# Sierra de Minas Viejas
La Sierra de Minas Viejas; también llamada por el nombre de su cumbre “Cerro Tía Chena”, es una sierra en los municipios de Mina, Salinas Victoria, El Carmen, Abasolo e Hidalgo en el estado de Nuevo León, México; forma parte de la provincia fisiográfica Sierra Madre Oriental y de la subprovincia “Sierras y Llanuras Coahuilenses”. La sierra tiene aproximadamente 40 kilómetros de longitud, la cima es llamada “Cerro Tía Chena”; y antiguamente llamada “Pico del Pedregal”, está a 2,625 metros sobre el nivel del mar, con una prominencia de 1,890 metros (Cumbre referencia: Cerro de la Viga), es un pico ultraprominente; el más prominente de Nuevo León y de la Sierra Madre Oriental, su aislamiento topográfico es alrededor de 54 km (Vecino más alto: Sierra de San Urbano).

## Características
La sierra tiene varios picos, Cerro Tía Chena, Cerro el Pastor y otros de menor elevación; forma un valle intramontano llamado Potrero Grande que pertenece al municipio de Hidalgo.
No hay cuerpos de agua permanentes en la sierra, solo arroyos intermitentes. Las aguas de Potrero Grande escurren por el arroyo Potrero Grande hacia el Río Salinas.
Los suelos del área son tipo rendzina, litosol y regosol. El ecosistema es principalmente matorral xerófilo y la vegetación es matorral desértico rosetófilo. Algunas de las especies que representan a ese ecosistema son Lechuguilla Agave lechuguilla, Sotol Dasylirion texanum, Guapilla Hechtia glomerata y Candelilla Euphorbia antisyphilitica.
La montaña tiene clima árido BWh, la temperatura media anual es de 25 °C, el mes más caluroso es junio, con una temperatura promedio es de 32 °C, y el más frío es enero, con 17 °C. La precipitación media anual es de 567 milímetros. El mes más lluvioso es septiembre, con un promedio de 185 mm de precipitación, y el mes más seco es febrero con 15 mm de precipitación.

## Historia
En los primeros años del siglo XVII, Bernabé de las Casas se dedicó a explorar la montaña con la finalidad de encontrar vetas de plata u oro, poseyó las minas del Rosario en la hacienda de Chipinque (hoy El Carmen), donde explotó plata por algunos años y las heredó a sus hijos. La sierra está representada en el escudo del municipio.
En octubre de 1913; durante la revolución mexicana, la sierra fue escenario de combates entre las fuerzas del General Pablo González Garza y las del Miguel Quiroga.
En marzo de 2011; después de un invierno particularmente seco, en el cerro se registró un incendio que duró varios días según lo reportado por la CONAFOR.

## Galería

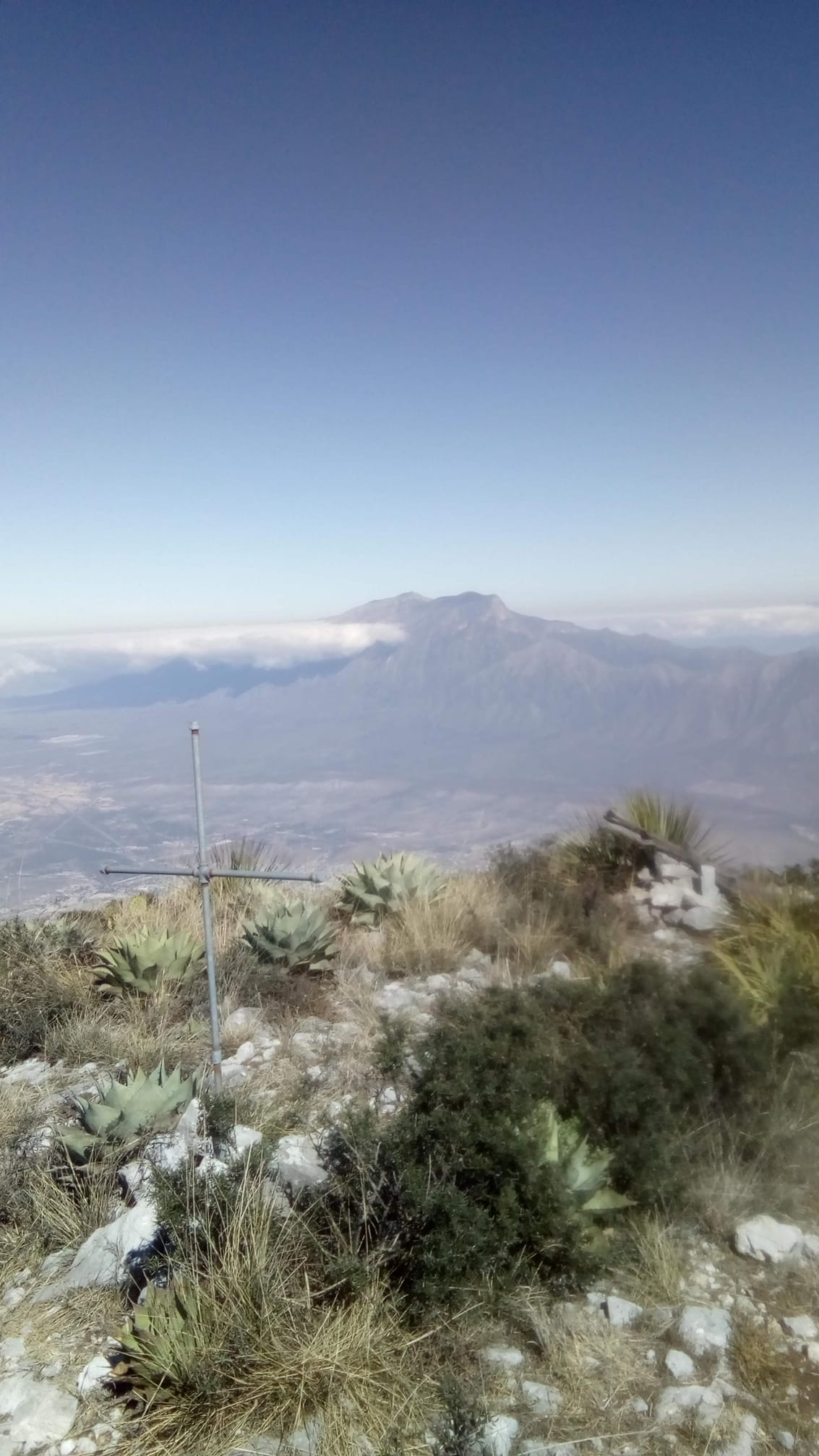
Cerro Tía Chena visto desde la Palmitosa en la Sierra del Fraile
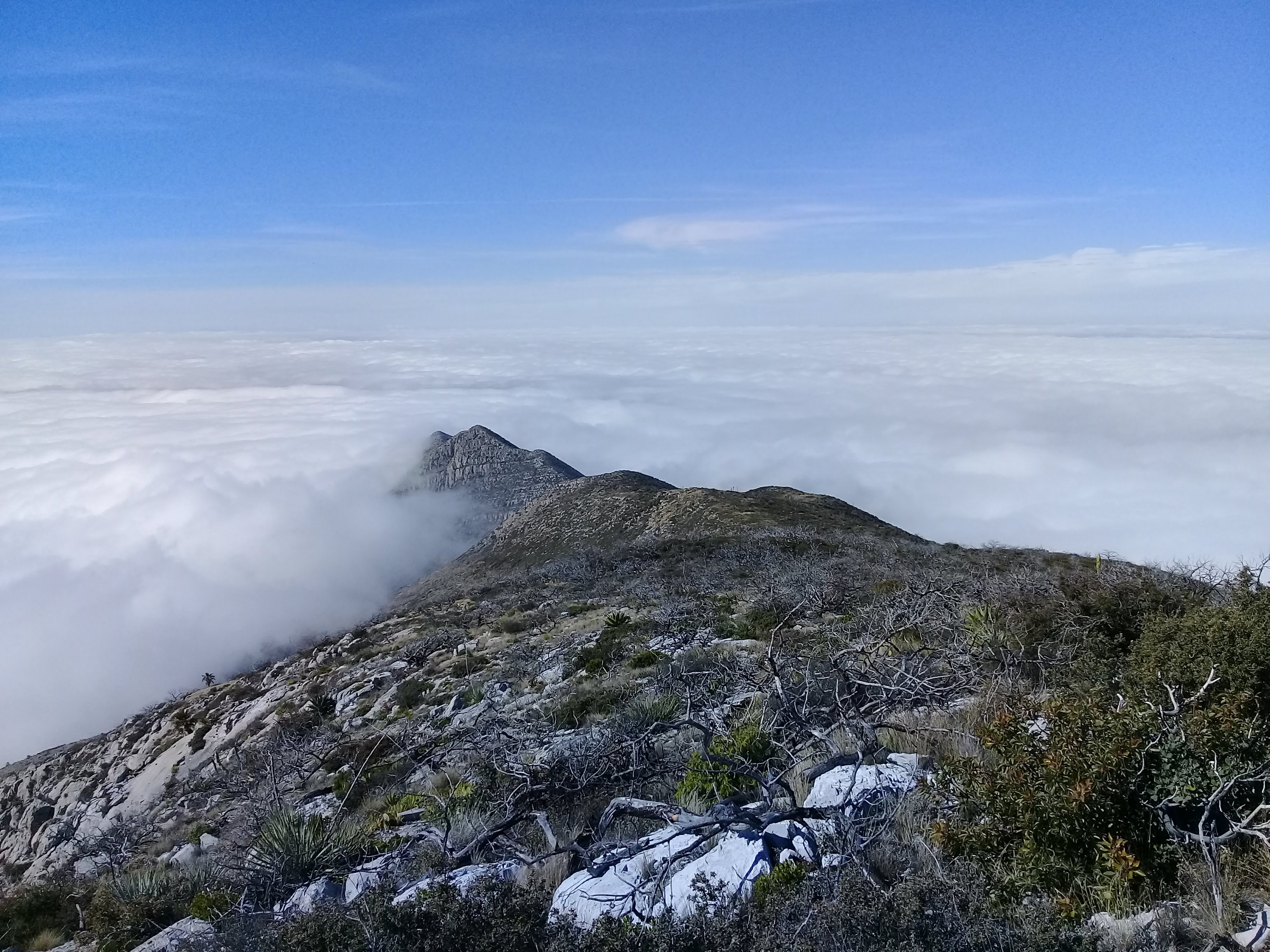
Vista hacia el noroeste de la cresta del Cerro Tía Chena
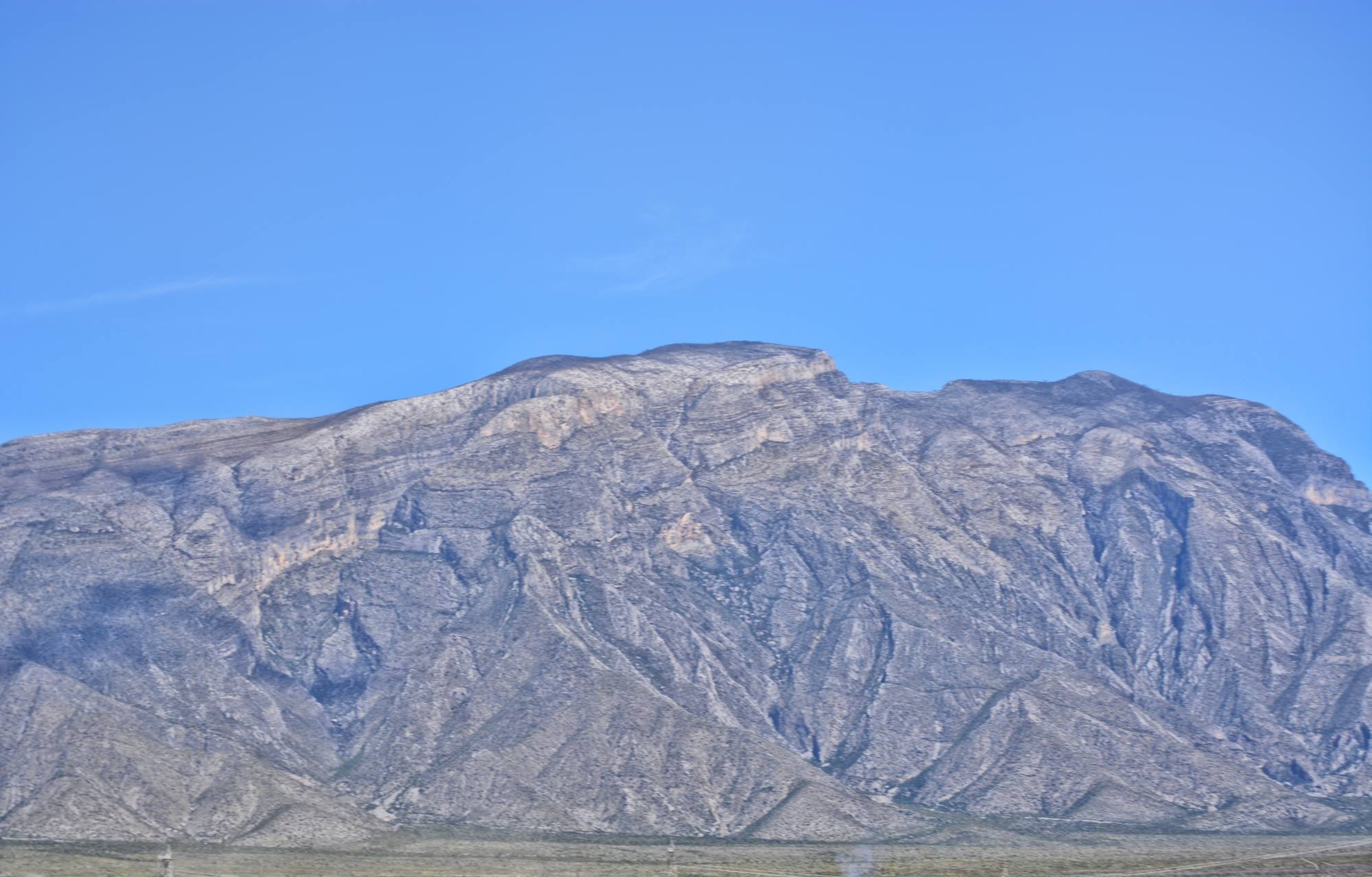
Cerro Tía Chena visto desde Mina, Nuevo León
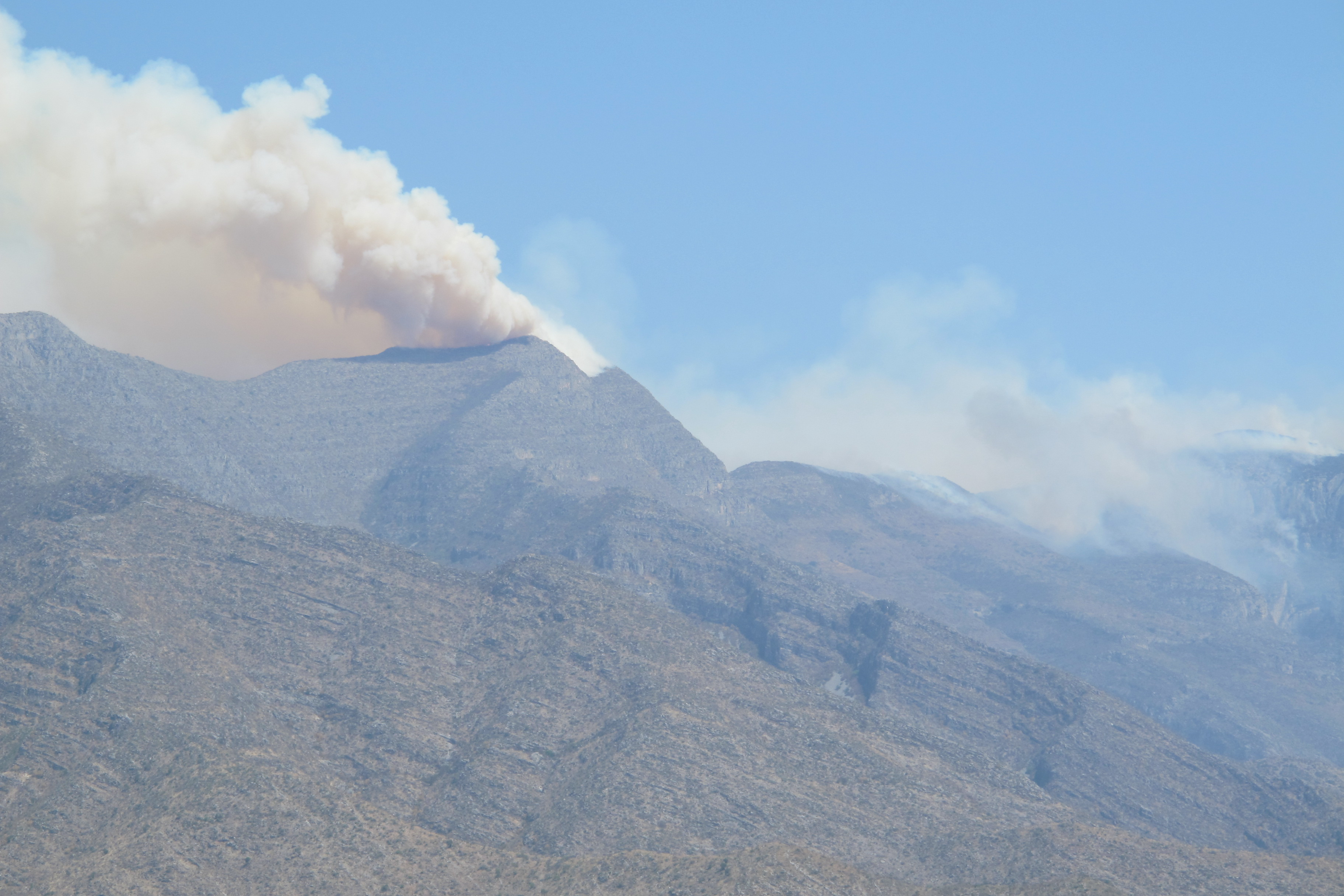
Incendio en lo alto del Cerro Tía Chena el 21 de marzo de 2011